# John Myres
Sir John Linton Myres (Preston, 3 de julho de 1869 – Oxford, 6 de março de 1954) foi um arqueólogo inglês que conduziu escavações no Chipre no final do século XIX e início do século XX. Foi o primeiro Professor Wykeham de História Antiga, na Universidade de Oxford em 1910, tendo sido Professor Gladstone de Grego e professor de geografia antiga na Universidade de Liverpool desde 1907. Contribuiu para a Naval Intelligence Division Geographical Handbook Series e para a décima-primeira edição da Encyclopædia Britannica. Seu filho, Nowell Myres, também se tornou arqueólogo.